# Al-Hussein Sport Club
O Al-Hussein Sport Club é um clube de futebol jordaniano com sede em Irbid. A equipe compete no Campeonato Jordaniano de Futebol.

## História
O clube foi fundado em 1964.